# متلازمة ماري أنطوانيت
متلازمة ماري أنطوانيت هي تحول مفاجئ للون الشعر إلى اللون الأبيض. وكان الحدث الذي على إثره أطلق على هذا العرض ذلك الاسم هو ملاحظة تحول شعر الملكة ماري أنطوانيت ملكة فرنسا إلى اللون الأبيض الزاهي في الليلة التي سبقت إعدامها أثناء الثورة الفرنسية.

## حالات موثقة
كانت أولى الحالات الفعلية الموثقة في التاريخ ممثلة في التلمود برواية العالم اليهودي الذي ابيض شعره بالكامل في عمر السابعة عشر بسبب العمل الشاق.
ومرة أخرى الآن قد وُثقت حالات معاصرة كما حدث لدى ضحايا القنابل في الحرب العالمية الثانية أو في الحالات التي نُشرت مؤخرًا.

## الأسباب
افتُرض أن هذه المتلازمة شكل مختلف من الثعلبة المنتشرة أو فقدان الشعر لحالة تتعلق بالمناعة الذاتية يؤثر بشكلٍ انتقائي على جميع الشعر المصطبغ، فيترك الشعر الأبيض فقط. تنجم متلازمة ماري إنطوانيت بسبب مستويات الإجهاد العاطفي المرتفعة، والتي تسبب بدورها تصبّغاً أقل للشعر.[استشهاد منقوص البيانات] تستند هذه الصور في الأساس إلى أفكار وردت في الأعمال الخيالية